# Нимфы (телесериал, Финляндия)
«Нимфы» (фин. Nymfit) — финский фэнтезийно-драматический телесериал, частично основанный на древнегреческой мифологии. В заглавных ролях снимались Мануэла Боско, Ребекка Виитала и Сара Соулие. В 2013 году сериал транслировался в Италии и Германии, а в марте 2014 началась трансляция в Финляндии.
Телесериал был закрыт после окончания первого сезона.

## Сюжет
Прекрасные и бессмертные нимфы живут среди обычных людей в современном городе Хельсинки, столице Финляндии. Чтобы остаться в живых и не утратить свои способности, им необходимо раз в месяц заниматься сексом и спасаться от преследующих их сатиров.

## В ролях
- Мануэла Боско — Надя Рапаччини
- Ребекка Виитала — Кати Ордана
- Сара Соулие — Диди Тассон
- Илкка Вилли — Эрик Манн
- Яркко Ниеми — Сэмюэл Коски
- Лаури Тилканен — Митчелл Браннеган
- Вилле Виртанен — Матиас ван дер Хаас
- Микко Леппилампи — Габриэль Корда

## Книги
Издательством Gummerus была выпущена одноимённая серия книг, первая часть под названием «Нимфы — Легенда о Монпелье» (фин. Nymfit – Montpellierin legenda) вышла в 2014 году. Авторами выступили создатели сериала.